# 格蘭佛湖
格蘭佛湖（Granville）是加拿大的湖泊，位於該國中部，由曼尼托巴省負責管轄，面積429平方公里，是該省第十一大湖泊，島嶼面積61平方公里，海拔高度258米。
56°17′58″N 100°28′58″W / 56.2994°N 100.4828°W